# María Isabel Suárez de Deza
María Isabel Suárez de Deza. Dramaturga hispano-argentina nacida en Buenos Aires en 1920.

## Trayectoria
Hija de padres españoles y hermana del también escritor Enrique Suárez de Deza. Se instala en Madrid en 1932. Licenciada en Filosofía y Letras por la Universidad Complutense de Madrid. Su trayectoria como dramaturga se centró en la primera mitad de los años 1950, siendo su obra, Buenas noches, su mayor éxito. Esta pieza llegó a ser representada en el prestigioso Teatro María Guerrero de Madrid (1951) . Otras obras a destacar incluyen Grito en el mar (1950), Noche de San Miguel (1952), por la que obtuvo el Premio literario Calderón de la Barca, Dinamita (1952) o Un crimen bien educado, de la década de 1980.
También escribió guiones para Televisión española.